# Sag nix über Pulok
Sag nix über Pulok ist ein Legespiel für 2 bis 5 Spieler, bei dem es darauf ankommt, aus Buchstabenkärtchen den Satz „Sag nix über Pulok“ oder Teile davon als „Wertstücke“ zu bilden. Der Verlag J. F. Steinkopf brachte das Spiel ab 1928 in verschiedenen Auflagen heraus. Es erfuhr eine für die damalige Zeit ungewöhnlich rasche Verbreitung.
Erwin Glonnegger brachte das Spiel dann zum Otto Maier Verlag Ravensburg, wo es 1954 neu aufgelegt wurde. Neuauflagen ab 1960 erschienen bei Ravensburger mit neuer Artikelnummer. Eine weitere Neuauflage in veränderter Aufmachung und leicht veränderter Ausstattung (bis 4 Spieler) produzierte Ravensburger 1977 für Vedes, Ravensburger brachte das Spiel dann 1978 erneut selbst heraus.

## Name
Der Titel des Spiels ist ein Nonsenssatz, es ging darum, einen Satz aus 15 unterschiedlichen Buchstaben zu bilden.

## Spielverlauf
Zu Beginn des Spieles werden die 180 Buchstabenkärtchen in sechs Farben (jeder Buchstabe ist zweimal vorhanden) mit den 10 „Pulok“-Kärtchen – statt Buchstabe ein Gesicht –, die als Joker einsetzbar sind, verdeckt in der Mitte des Tisches ausgelegt. Eine Karte wird offen auf einen Spielteller gelegt.
Jeder Spieler erhält eine Spieltafel mit Sichtschutz, auf der sechs Mal untereinander der Satz „Sag nix über Pulok“ steht. Außerdem erhält jeder Spieler eine bestimmte Anzahl Kärtchen aus der Mitte. Die Zahl ist von der Spielvariante abhängig.
Diese Kärtchen werden auf der Spieltafel ausgelegt.
Durch Tausch wird versucht, fehlende Kärtchen zu bekommen.
Tauschvorgang: Passt die auf dem Spielteller offenliegende Karte, wird sie genommen, und dafür eine eigene Karte offen ausgelegt. Passt sie nicht, wird die offene Karte auf dem Spielteller umgedreht und verdeckt auf diesen gelegt. Dafür kann eine verdeckte Karte aus der Mitte genommen werden. Mit ihr wird genauso verfahren: Entweder gegen eine eigene Karte eingetauscht, oder offen auf dem Spielteller ausgelegt.
Dann ist der nächste Spieler an der Reihe.

## Spielziel
Es gibt verschiedene Varianten mit unterschiedlichem Schwierigkeitsgrad und Zeitaufwand:
- den Satz „Sag nix über Pulok“ ein- bis dreifach, mit beliebigen Farben, wortweise oder satzweise gleichen Farben zu bilden,
- Wertstücke zu bilden, diese bestehen aus mindestens drei aneinanderliegenden Buchstaben, senkrecht oder waagerecht. Für Wertstücke gibt es je nach Schwierigkeitsgrad Punkte. Ein Buchstabe kann für mehrere Wertstücke gezählt werden (Sternform).

Das Spiel ist beendet, wenn ein Spieler das Ziel erreicht hat oder alle Buchstaben verbraucht sind.

## Spielanforderungen
Es kommt darauf an, die eigenen Buchstaben geschickt zu ergänzen. Dabei sind die Mitspieler zu beachten – es ist nicht sinnvoll, die gleiche Farbe zu sammeln wie sie, oder die Kärtchen auszulegen, die sie gerade brauchen können. Genauso sind aber auch die Buchstaben auf dem Spielteller zu beachten, damit man nicht auf einen Buchstaben wartet, der dort schon abgelegt wurde.

## Varianten
Der Verlag J. F. Steinkopf verlegte in den 1930er Jahren auch „Kreuzwort-Pulok“ (Pulok-Serie Spiel No 2) und „Kinder-Pulok“, welches von Ravensburger 1954 als „Kreuzwort-Pulok“ bzw. 1955 als „Das lustige Kinderpulok“ herausgebracht wurden.

## Artikel
- Rudolf Rühle: „Die Pulok-Spiele“ in Die Pöppel-Revue 3/96